# Tsjechisch Muziekmuseum

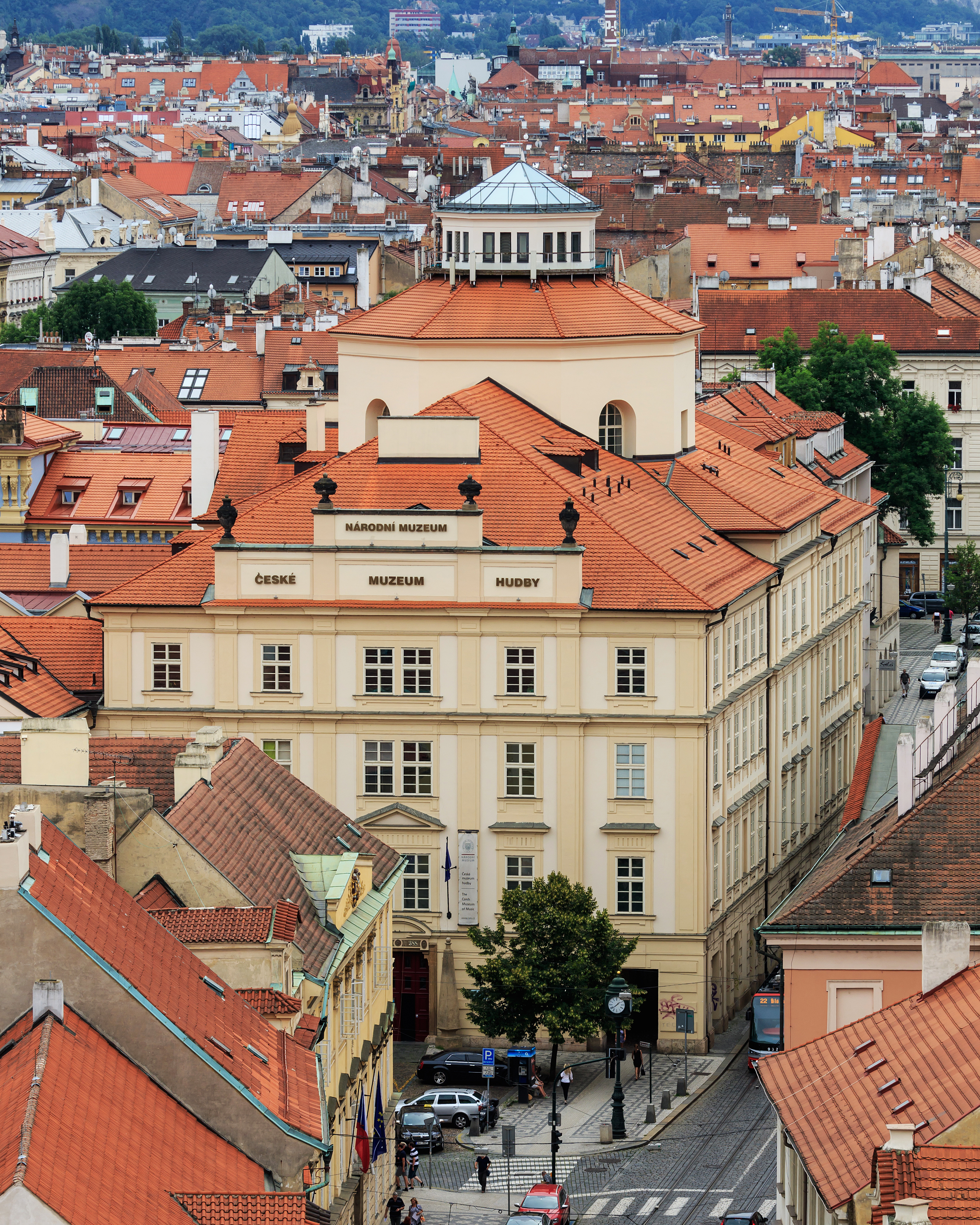
Het Tsjechisch Muziekmuseum (hoofdgebouw)

Het Tsjechisch Muziekmuseum (Tsjechisch: České muzeum hudby) is een museum in de Tsjechische hoofdstad Praag, dat gewijd is aan de muziek. Het is een onderdeel van het Nationaal Museum en heeft drie vestigingen: het hoofdgebouw met een collectie muziekinstrumenten, het Antonín Dvořák museum en het Bedřich Smetana museum. 

## Collectie

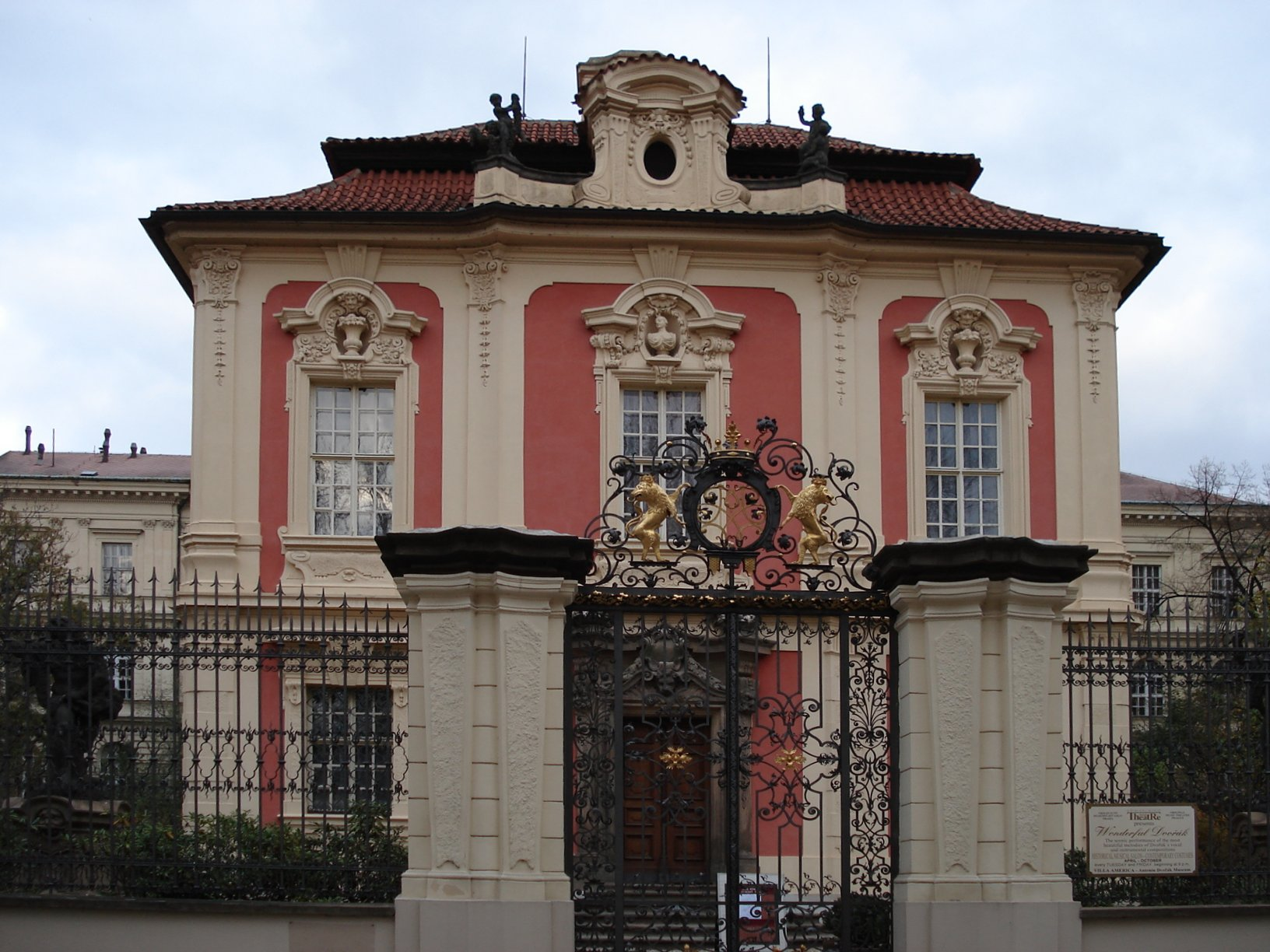
Dvořák-museum

De hoofdlocatie van het museum bevindt zich in de wijk Malá Strana (Kleine Zijde), in de voormalige barokkerk van de heilige Maria Magdalena. Deze kloosterkerk van de dominicanen werd gebouwd tussen 1656 en 1709. Na de ontwijding in 1783 werd het gebouw onder meer gebruikt als postkantoor en nationaal archief (vanaf 1945). In 2004 werd hier het muziekmuseum gevestigd. De collectie omvat zo'n 400 historische muziekinstrumenten, waaronder een piano die door Wolfgang Amadeus Mozart bespeeld werd bij zijn eerste bezoek aan Praag in 1787. In de grote hal worden regelmatig concerten georganiseerd. 

## Andere locaties en samenwerkingen
Het museum werkt samen met andere musea in het land. Zo leverde het bijvoorbeeld de stukken voor de Pavel en Antonín Vranický-expositie in Nová Říše. Verder maken de volgende musea deel uit van het Muziekmuseum:
- Het Antonín Dvořák Museum in de "Villa Amerika" in de Nieuwe Stad
- Het Bedřich Smetana Museum, eveneens in de Oude Stad
- Het Jaroslav Ježek-museum - De Blauwe kamer, eveneens in Praag
- Het Josef Suk Museum, in Křečovice
- De geboortewoning van Bedřich Smetana in Litomyšl
- Muziek zonder musici, in het Slot Hořovice